# Johannes Blaskowitz

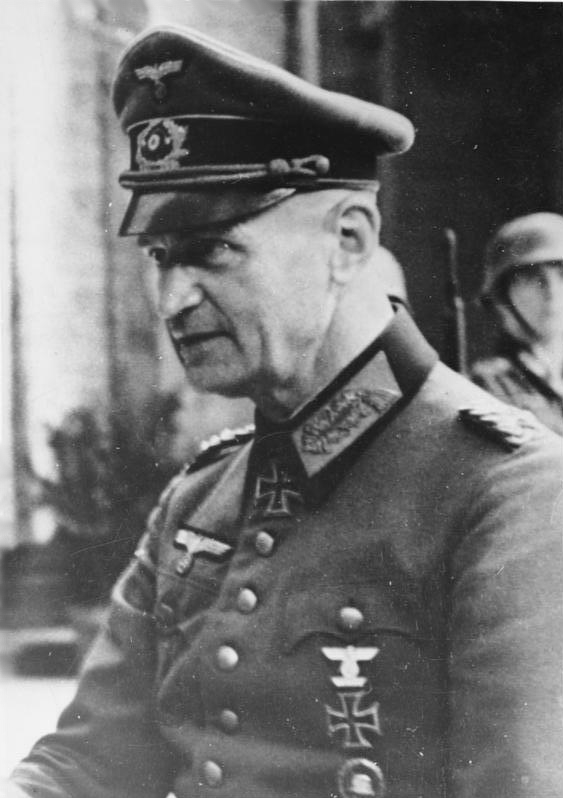
Blaskowitz en 1944.

Johannes Albrecht Blaskowitz (10 de julio de 1883-5 de febrero de 1948) fue un Generaloberst alemán durante la Segunda Guerra Mundial y recibió la Cruz de Caballero de la Cruz de Hierro con hojas de roble y espadas.
Comandante en jefe en la Polonia ocupada en 1939-1940, había escrito varios memorandos para el Alto Mando alemán que protestaba por las atrocidades de las SS. Fue dado de baja, pero, ante la desesperada situación, luego reincorporado.
Acusado de crímenes de guerra en el juicio del Alto Mando en Núremberg, se suicidó el 5 de febrero de 1948.

## Biografía

### Primeros años
Johannes Blaskowitz nació el 10 de julio de 1883 en Paterswalde, Kreis Wehlau (Prusia Oriental, actualmente en el óblast de Kaliningrado). Era el hijo de un pastor protestante, Hermann Blaskowitz; y de su mujer Marie Blaskowitz (de soltera Marie Kuhn). En 1894, Blaskowitz se matriculó en la escuela de cadetes en Köslin (Koszalin) y algo más tarde en la de Berlín Lichterfelde.

### Primera Guerra Mundial y Período de Entreguerras
Empezaría su carrera militar en 1901, en un regimiento estacionado en Prusia Oriental en la localidad de Osterode (Ostróda).
Subteniente en 1900 y Capitán en 1914, sirvió durante la Primera Guerra Mundial como soldado profesional con el 3.er Regimiento de Baden.
Durante la Primera Guerra Mundial, Blaskowitz sirvió en los Frentes Occidental y Oriental. En 1918 alcanzó el mando de una compañía de infantería y en esta época fue condecorado con la Cruz de Hierro por su valentía. Su brillante hoja de servicios le aseguró un puesto en el Ejército de la República de Weimar, el Reichswehr, muy limitado por las obligaciones impuestas en el Tratado de Versalles.
En 1920 ingresaría en el Reichswehr ascendiendo en él toda la escala de mando hasta el grado de General de Cuerpo de Ejército y de Ejército. Bajo el rango anterior ejerció el mando de las Tropas de ocupación en Checoslovaquia. Ocupó el cargo de Comandante de Defensa del Distrito de Stettin y en 1938 tomó parte en la ocupación alemana de Austria, ya como Comandante de Campo. Durante el ascenso de los nazis al poder se mantuvo bastante indiferente ya que pensaba que las fuerzas armadas debían ser "Políticamente neutrales". En 1938 y a principios de 1939 estuvo al mando de las fuerzas que ocuparon Austria y Bohemia, siendo ascendido por aquel entonces a General de Infantería y obteniendo el mando del 8.º Ejército de la Wehrmacht muy poco antes del comienzo de la Segunda Guerra Mundial.

### Segunda Guerra Mundial

#### Polonia (1939)
Durante la invasión de Polonia mandó el Octavo ejército, el primero en llegar a Varsovia, y cuando terminó esta, fue nombrado Gobernador militar. La Invasión de Polonia (1939) dio comienzo a la Segunda Guerra Mundial. El 8.º Ejército a las órdenes de Blaskowitz participó en la batalla de Bzura. En ella le fue concedida la Cruz de Caballero de la Cruz de Hierro (Ritterkreuz des Eisernen Kreuzes), y fue además ascendido a Coronel-General, otorgándosele el puesto de Comandante en Jefe del Este (Oberbefehlshaber Ost) el 20 de octubre de 1939.
Durante esta campaña Blaskowitz se opuso firmemente a que el Ejército se viera involucrado en la represión contra civiles llevada a cabo por fuerzas de las SS. El conocimiento de las atrocidades cometidas, y sobre todo el gradual aumento de estas, consiguió que Blaskowitz las recopilara y las incluyera en varios informes al alto mando.
Entre noviembre de 1939 y febrero de 1940 envió 2 de estos informes al Comandante en Jefe del Ejército von Brauchitsch, en los cuales detallaba los efectos de estas atrocidades en la moral de los soldados de la Wehrmacht, e incluso la insolente actitud de las tropas de las SS hacia el ejército.
Sin embargo no consiguió el apoyo completo de von Brauchitsch y se ganó la enemistad de poderosos líderes nazis como Hans Frank, Reinhard Heydrich, Heinrich Himmler y el mismo Adolf Hitler que desconfió de él desde entonces. Sus quejas sobre las atrocidades cometidas contra los judíos polacos, le valieron la enemistad de Hitler y de la cúpula nazi que le relevó del mando de su noveno ejército en plena invasión de Francia y no le concedió nunca el rango de Mariscal.

#### Ocupación de Francia (1940-1944)
A pesar de los hechos anteriores, Blaskowitz permaneció en Francia encuadrado en el primer ejército, y luego en 1944, mandando el Grupo de Ejércitos G, que se preparaba para un desembarco aliado. Su derrota en Lorena, le costó una nueva destitución. Después de la Caída de Francia en mayo de 1940, Blaskowitz estaba inicialmente destinado a dirigir el 9.º Ejército de la Wehrmacht pero su nombramiento para este destino fue bloqueado por Hitler, y en su lugar fue destinado a un puesto de menor importancia como Gobernador Militar del Norte de Francia, de allí pasaría posteriormente a comandar el 1.er Ejército de la Wehrmacht, estacionado en la costa del sudoeste de Francia, entre Bretaña y la frontera española.
En mayo de 1944, como consecuencia del nombramiento de Gerd von Rundstedt como Comandante en Jefe del Oeste, Blaskowitz fue nombrado jefe del Grupo de Ejércitos G, que comprendía los Ejércitos 1.º y 19.º de la Wehrmacht, y al cual le fue asignada la tarea de defender el sur de Francia de la inminente entonces invasión aliada.
La invasión del sur de Francia comenzó el 15 de agosto de 1944, con la Operación Dragón, con la cual fuerzas aliadas invadieron la Riviera francesa en puntos comprendidos entre Toulon y Cannes. Blaskowitz, a pesar de encontrarse en fuerte inferioridad de efectivos terrestres y padeciendo la gran superioridad aérea de los aliados, consiguió estabilizar el frente, y conducir el grueso de sus fuerzas a una retirada ordenada, evitando quedar atrapados como ocurrió con otras fuerzas alemanas en Normandía (Bolsa de Falaise).
Fue perseguido por tropas americanas a través de los Vosgos, y con posterioridad pudo ser reforzado por el 5.º Ejército Panzer comandado por Hasso von Manteuffel.
Blaskowitz quiso atrincherarse en su posición, pero Hitler le ordenó contraatacar al 3.er Ejército americano. Ambos generales, Manteuffel y Blaskowitz; eran conscientes de la inutilidad de tal acción, pero a pesar de ello, obedecieron las órdenes, consiguiendo un éxito inicial haciendo retroceder a los norteamericanos a las cercanías de Lunéville entre el 18 y 20 de septiembre de 1944, a partir de esa fecha su resistencia, apoyados por todos los refuerzos de que disponían las tropas aliadas, se endureció y el contraataque alemán tuvo que detenerse. Esto enfureció nuevamente a Hitler contra Blaskowitz, provocando su destitución y sustitución por el general Hermann Balck.

### Campaña en el Frente Occidental (1944-1945)

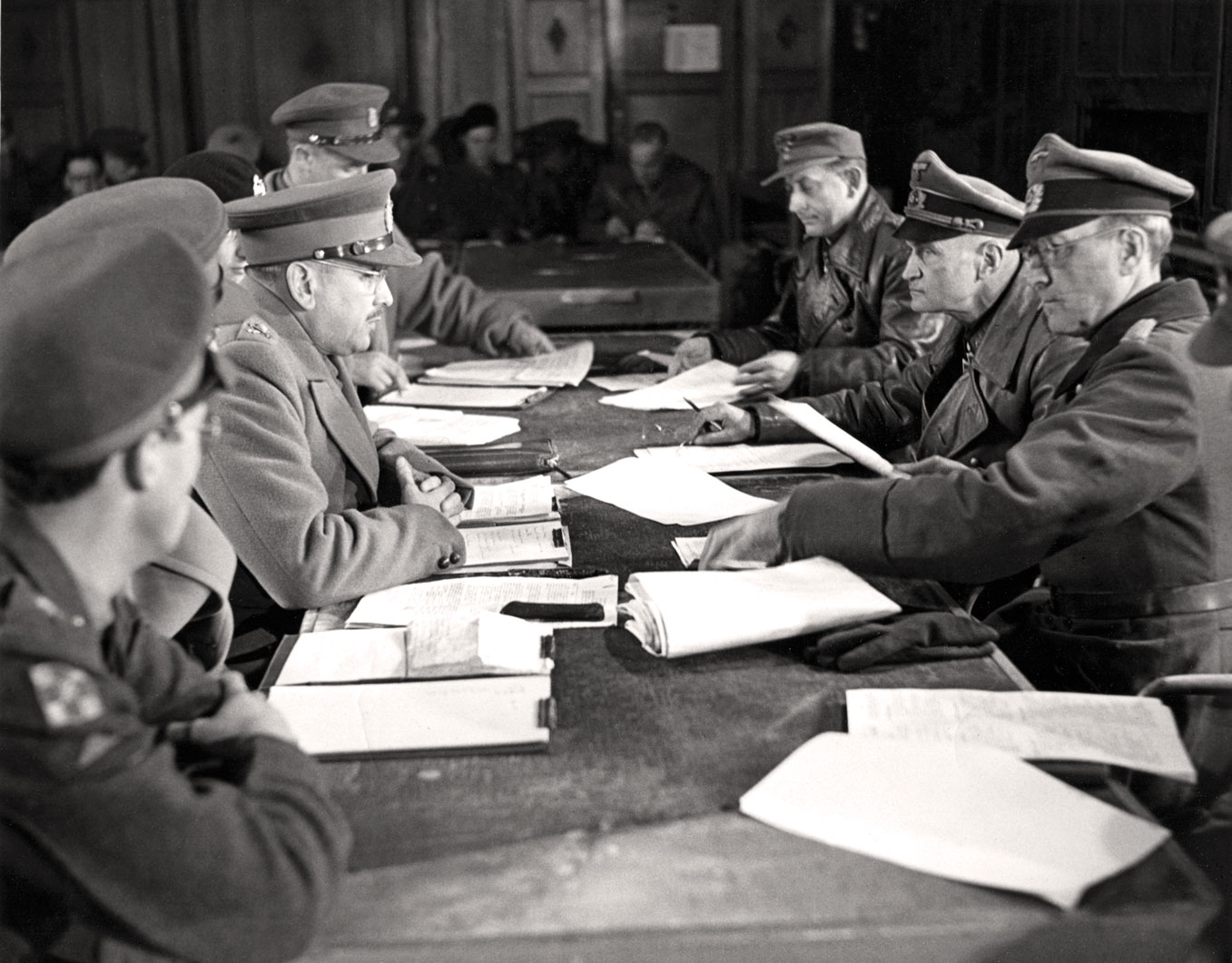
Rendición de Blaskowitz a los canadienses.

Blaskowitz permaneció sin destino durante algún tiempo, hasta que en diciembre de 1944 fue llamado de repente para hacerse cargo del ataque en la región de Alsacia-Lorena que formaba parte de la batalla de las Ardenas. El 1 de enero de 1945 el Grupo de Ejércitos G atacó al 7.º Ejército estadounidense durante la Operación Nordwind, forzándoles a retirarse.
Posteriormente, sería trasladado a los Países Bajos, donde se rindió a los británicos el 6 de mayo de 1945, donde sustituyó al general Kurt Student como comandante del Grupo de Ejércitos H. Durante los siguientes tres meses llevó a cabo operaciones de combate tendentes a conseguir una retirada organizada frente al 2.º Ejército Británico, siéndole concedidas las Espadas para su Cruz de Hierro por su competencia en estas acciones. Su puesto fue reestructurado a primeros de abril de 1945, nombrándosele Comandante en Jefe de las fuerzas alemanas que aún ocupaban la parte Norte de Holanda. A pesar de mostrarse inflexible con los desertores, Blaskowitz acabó permitiendo que los aliados lanzaran alimentos y medicamentos a la población civil.
Al estar próximo el fin de la Guerra en Europa, el 5 de mayo, Blaskowitz fue convocado al Hotel de Wereld en Wageningen por el general Charles Foulkes comandante del 1.er Cuerpo de Ejército Canadiense para discutir los términos de la rendición de las fuerzas alemanas en Holanda, en ese encuentro estuvo presente también el príncipe Bernardo de Holanda, actuando como comandante en jefe de las Fuerzas Holandesas. Como anécdota cabe señalar que no pudo ser encontrada ninguna máquina de escribir en ese momento, teniendo que demorarse la firma de la rendición 24 horas.

### Posguerra
Blaskowitz fue juzgado por un tribunal militar de Estados Unidos en Núremberg en el Juicio del Alto Mando, pero no llegó al final puesto que el 5 de febrero de 1948 se escapó un instante de sus guardias y se tiró por un balcón que daba al patio interior del Palacio de Justicia, muriendo en el acto.
Richard John Giziowski, biógrafo de Blaskowitz, ha llegado a sugerir que su muerte podría haberse tratado en realidad de un homicidio disfrazado de aparente suicidio por sus perpetradores, que serían antiguos miembros del SS temerosos de que Blaskowitz pudiera incriminarlos en sus declaraciones durante su juicio. Esta versión al parecer habría sido apoyada por algunos supuestos testigos cercanos al general. De cualquier manera, luego de las investigaciones penales, Blaskowitz fue exonerado de manera póstuma de todos los cargos que pesaban en su contra.[cita requerida]

## Condecoraciones
- Cruz de Hierro (1914)
  - 2.do grado (27 de septiembre de 1914)[1]
  - 1.er grado (2 de marzo de 1915)[1]
- Broche de la Cruz de Hierro (1939)
  - 2.do grado (11 de septiembre de 1939)[1]
  - 1.er grado (21 de septiembre de 1939)[1]
- Cruz Alemana en Plata el 30 de octubre de 1943 como Generaloberst y comandante del 1.er Ejército[2]
- Cruz de Caballero de la Cruz de Hierro con Hojas de Roble y Espadas
  - Cruz de Caballero el 30 de septiembre de 1939 como General der Infanterie y comandante del 8.º Ejército[3][4]
  - 640.º Hojas de Roble el 29 de octubre de 1944 como Generaloberst y comandante del Heeresgruppe G [3][5]
  - 146.º Espadas el 25 de abril de 1945 como Generaloberst y comandante en jefe de los Países Bajos[3][6]